# Dulitellus sarawakensis
Dulitellus sarawakensis is een hooiwagen uit de familie Trionyxellidae.